# Нео Рисио
Нео Рисио или Пърнар чифлик (на гръцки: Νέο Ρύσιο, катаревуса Νέον Ρύσιον, Неон Рисион, до 1926 година Πουρνάρ Τσιφλίκ, Пурнар Цифлик) е село в Гърция, дем Седес (Терми), област Централна Македония.

## География
Нео Рисио е разположено в северозападната част на Халкидическия полуостров, на 17 километра южно от Солун.

## История

### В Османската империя
В края на XIX век Пърнар е село в Солунска кааза на Османската империя. Църквата „Св. св. Константин и Елена“ е от 1874 година. В „Етнография на вилаетите Адрианопол, Монастир и Салоника“, издадена в Константинопол в 1878 година и отразяваща статистиката на населението от 1873 година, Пърнак (Parnaq) е посочено като село в Солунска каза с 10 домакинства и 42 жители българи.
В 1900 година според Васил Кънчов („Македония. Етнография и статистика“) в Пърнаръ живеят 40 българи.

### В Гърция
В 1913 година Пърнар попада в Гърция. Населението му се изселва и в него са заселени гърци бежанци от Рисио, Мала Азия. В 1926 година е прекръстено на Рисио. В 1928 година Рисио е представено като бежанско село със 139 бежански семейства и 555 души бежанци.
Енорийският храм на селото е „Преображение Господне“.